# Lester Brain

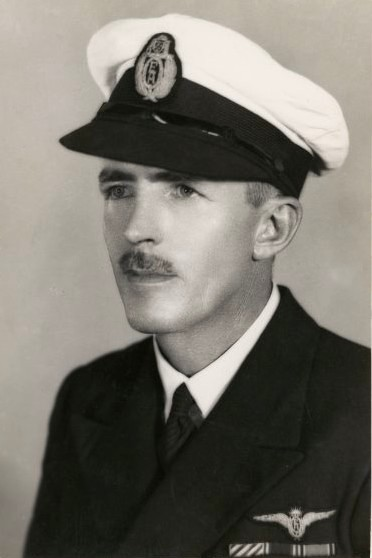
Lester Brain

Lester Brain (27 tháng 1 năm 1903 – 30 tháng 6 năm 1980) là một phi công tiên phong và nhà điều hành hãng hàng không Úc. Ông sinh ra ở New South Wales, ông được đào tạo với Không quân Hoàng gia Úc (RAAF) trước khi làm phi công cho Queensland and Northern Territory Aerial Services (Qantas) vào năm 1924. Ông được trao tặng Chữ thập Lực lượng Không quân vào năm 1929, sau khi vị trí máy bay bị mất Kookaburra ở miền bắc Australia. Ông được bổ nhiệm phi công trưởng của Qantas năm 1930, ông được bổ nhiệm làm bay Giám đốc Điều hành vào năm 1938. Là một thành viên của dự trữ RAAF, Brain phối hợp hỗ trợ của hãng hàng không của quân đội Úc trong Thế chiến II. Ông đã giành được khen thưởng của nhà vua cho những nỗ lực cứu hộ của mình trong một cuộc không kích trên Broome, Tây Úc, vào năm 1942, và được thăng chức wing commander vào năm 1944.
Nhìn thấy khách hàng tiềm năng thăng tiến tại Qantas một khi chiến tranh đã kết thúc, Brain đã rời nơi này và gia nhập hãng hàng không quốc doanh nội địa còn non trẻ Trans Australia Airlines (TAA) trong tháng 6 năm 1946. Ông được bổ nhiệm chức Tổng Giám đốc đầu tiên trong đời, ông nhanh chóng xây dựng tổ chức giai đoạn mà nó có thể bắt đầu các tuyến bay theo lịch trình vào cuối năm đó. Vào thời điểm ông từ chức tháng 3 năm 1955, TAA đã được thiết lập vững chắc là một nửa của hệ thống hai hãng hàng không của chính phủ Liên bang. Sau khi khởi hành từ TAA, não đã trở thành Giám đốc điều hành của de Havilland Aircraft tại Sydney, trước khi tham gia hội đồng quản trị của hãng hàng không East-West Airlines là một nhà tư vấn trong tháng 1 năm 1961. Ông đã qua đời vào tháng 6 năm sau, ở tuổi 77.
Sinh ra ở Forbes, New South Wales, ngày 27 tháng 2 năm 1903, Lester não là con trai thứ hai của một kỹ sư khai thác mỏ Anh và người quản lý, Brain Austin, và vợ Úc của mình, Katie. Nguyên quán từ Gloucestershire, Austin đã di cư với cha mẹ, anh, chị, em ruột của mình vào năm 1885, khảo sát vàng tại Hoa Kỳ trước khi định cư tại Úc. Đến tuổi mười ba, Lester sở hữu xe gắn máy của riêng mình, mua xe cũ với giá 11 bảng, tình trạng nghèo và cần phải liên tục sửa chữa giúp anh trở thành máy móc chuyên nghiệp ở độ tuổi sớm. Anh đã hoàn thành giáo dục của mình tại Sydney Grammar School, nơi ông xuất sắc trong toán học, trước khi được sử dụng bởi Công ty Ngân hàng Thương mại Sydney (CBC) vào năm 1919